# Podbrdo, Tolmin
Podbrdo este o localitate din comuna Tolmin, Slovenia, cu o populație de 752 de locuitori.